# Assemblée des Notables

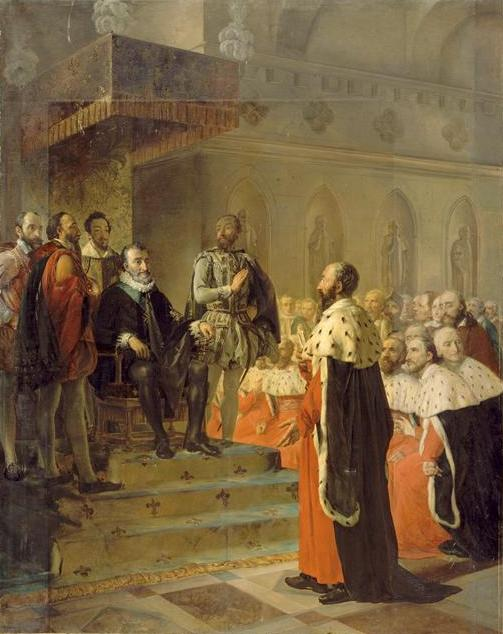
Målning med motiv från Assemblée des notables 1596 i Rouen

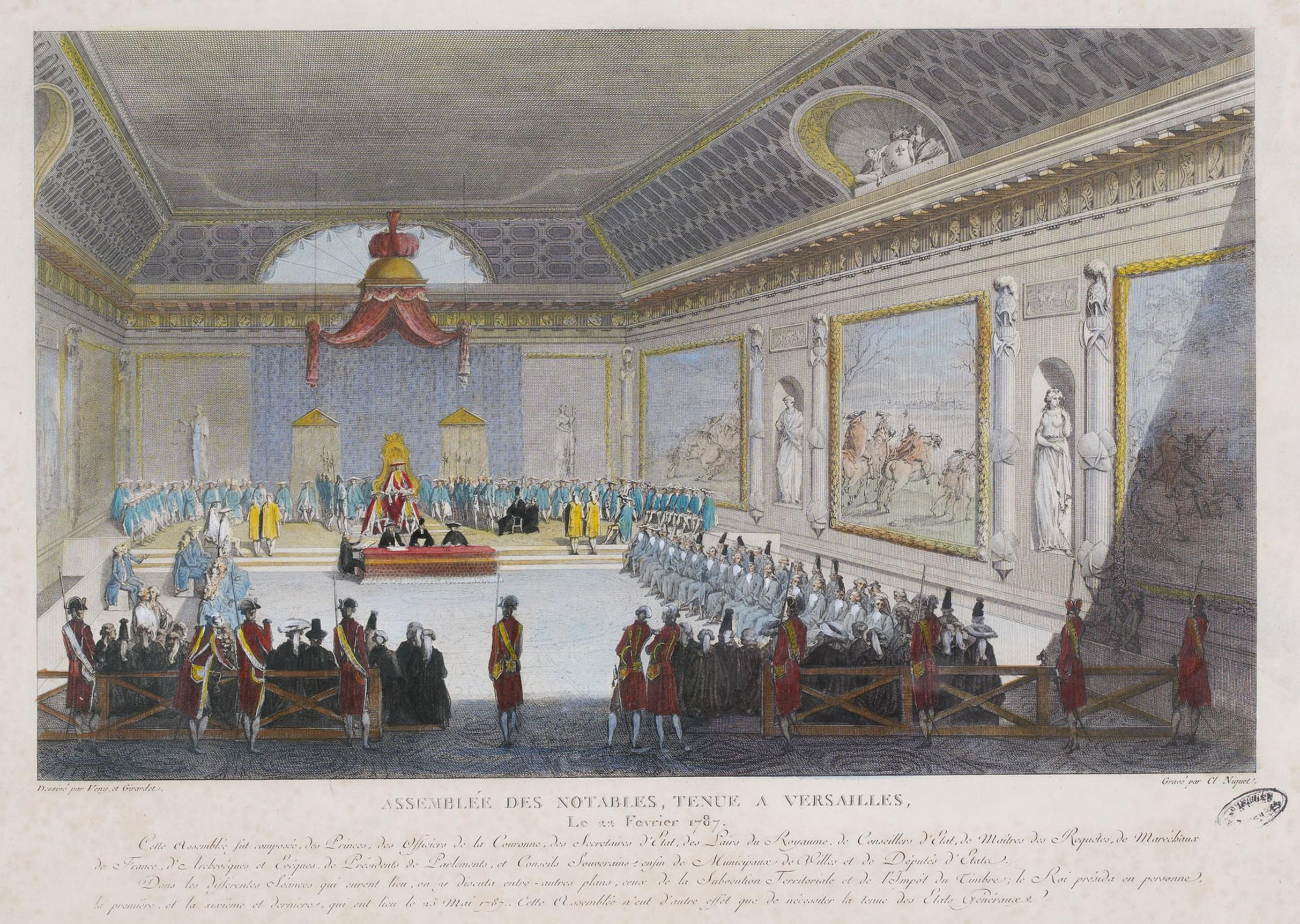
Gravyr med motiv från Assemblée des notables 1787 i Versailles

Assemblée des notables ("Notabilitetsförsamlingen") var en församling av franska framstående personer som sammankallades av Frankrikes kung vid enstaka tillfällen för att ge råd i statsärenden. 
Assemblée des notables hade möten 1583, 1596, 1617, 1626, 1787 och 1788. I likhet med États généraux var dessa möten enbart rådgivande. Till skillnad från generalständerna, som hade valda medlemmar, bestod notabilitetsförsamlingen av enbart av kungen utnämnda ledamöter, på basis av deras entusiasm, hängivenhet och trofasthet mot monarken. Församlingens medlemmar var framstående personer, oftast från aristokratin och inkluderade prinsar, pärer, ärkebiskopar, höga domare och ibland också större städers borgmästare. Kungen utfärdade ett eller flera reformedikt efter att ha lyssnat på församlingens råd. 
Begreppet kan också referera till en utvidgad variant av den franska kungens Conseil du roi. Några gånger om året, då kungen behövde information inför viktiga beslut eller planerade edikt och föreskrifter, utvidgade han sitt råd med framstående personer som valdes ut efter yrkesmässig ställning eller kunskap. 

## 1583 års församling
I november 1583, sammankallade Henrik III en notabilitetsförsamling i Saint-Germain-en-Laye för att diskutera religiösa demonstrationer som hotade statens fortbestånd. Kardinalen Charles av Bourbon propagerade för ett Frankrike med enbart en kyrka. Henrik avbröt honom ilsket och replikerade att han redan hade riskerat sitt liv en gång för att etablera ett religionsmonopol, att han därefter tvingats svära att verka för fred, och att han inte tänkte bryta detta löfte.

## 1596 års församling
Efter mordet på Henrik III övertogs tronen av Henrik IV, som tog lärdom av vad som hände Henrik III. Han sammankallade en notabilitetsförsamling 1596–97 i Rouen. De församlade hade i uppgift att hjälpa till med och auktorisera skatteindrivningsförslag för att klara av landets skulder. 95 notabiliteter deltog, vilka rekommenderade att kungen skulle införa en försäljningsskatt på 5% på alla varor, med undantag av vete. Det uppskattades att detta skulle ge 5 miljoner franska pund, men under ett toppår gav det bara 1,56 miljoner pund. Trots detta ledde skatten till ordning i budgeten. Kung Henrik IV och Maximilien de Béthune, hertig av Sully hade kommit upp med flera förslag att öka inkomsterna för att undvika konkurs, men det visade sig att den enklaste vägen var att se till att skattesystemet implementerades.

## 1626 års församling
År 1626 sammankallade Ludvig XIII en notabilitetsförsamling med 13 notabiliteter ur aristokratin, 13 biskopar och 29 domare. En del historiker har bedömt denna session, liksom dess närmaste föregångare, som misslyckade på grund av att de inte ledde till genomförandet av specifika reformer, men detta var knappast syftet med församlingen. 
Kungen och notabiliteterna kom överens om fyra grundläggande förändringar av styret i Frankrike. För det första kom de överens om att protestanternas inflytande hade brutits. Det fördes inga särskilda diskussioner om ett angrepp på La Rochelle, men församlingen understödde med kraft kungens önskan att förstöra nätverket av oberoende hugenottfästningar. För det andra kritiserade församlingen kraftigt, i likhet med församlingarna 1596 och 1617, pärerna, särskilt provinsguvernörerna. Vid 1626–27 års församling insisterade notabiliteterna särskilt på att kungen skulle återta full kontroll över militären. För det tredje enades församlingen om att kungens administrativa apparat befann sig i upplösning och att det krävdes kraftfulla åtgärder för att återupprätta central kontroll. För det fjärde enades församlingen om att skatteindrivningsfunktionen var katastrofal, och huvuddelen av församlingens tid ägnades åt detta ämne.

## 1787 års församling
Den sista gången en notabilitetsförsamling sammanträdde var i februari–maj 1787 under Ludvig XVI:s regering, vid ett tillfälle när Frankrikes ekonomiska situation var i ett förtvivlat läge och de dåvarande finansministrarna (Anne Robert Jacques Turgot, Jacques Necker, Charles Alexandre de Calonne) alla ansåg att en reform var nödvändig om Frankrike skulle kunna betala sin statsskuld och kunna bringa statsutgifterna i nivå med inkomsterna.